# Editorial Losada
Editorial Losada es una editorial argentina, fundada en 1938 por el español Gonzalo José Bernardo Juan Losada Benítez (1894-1981).

## Historia

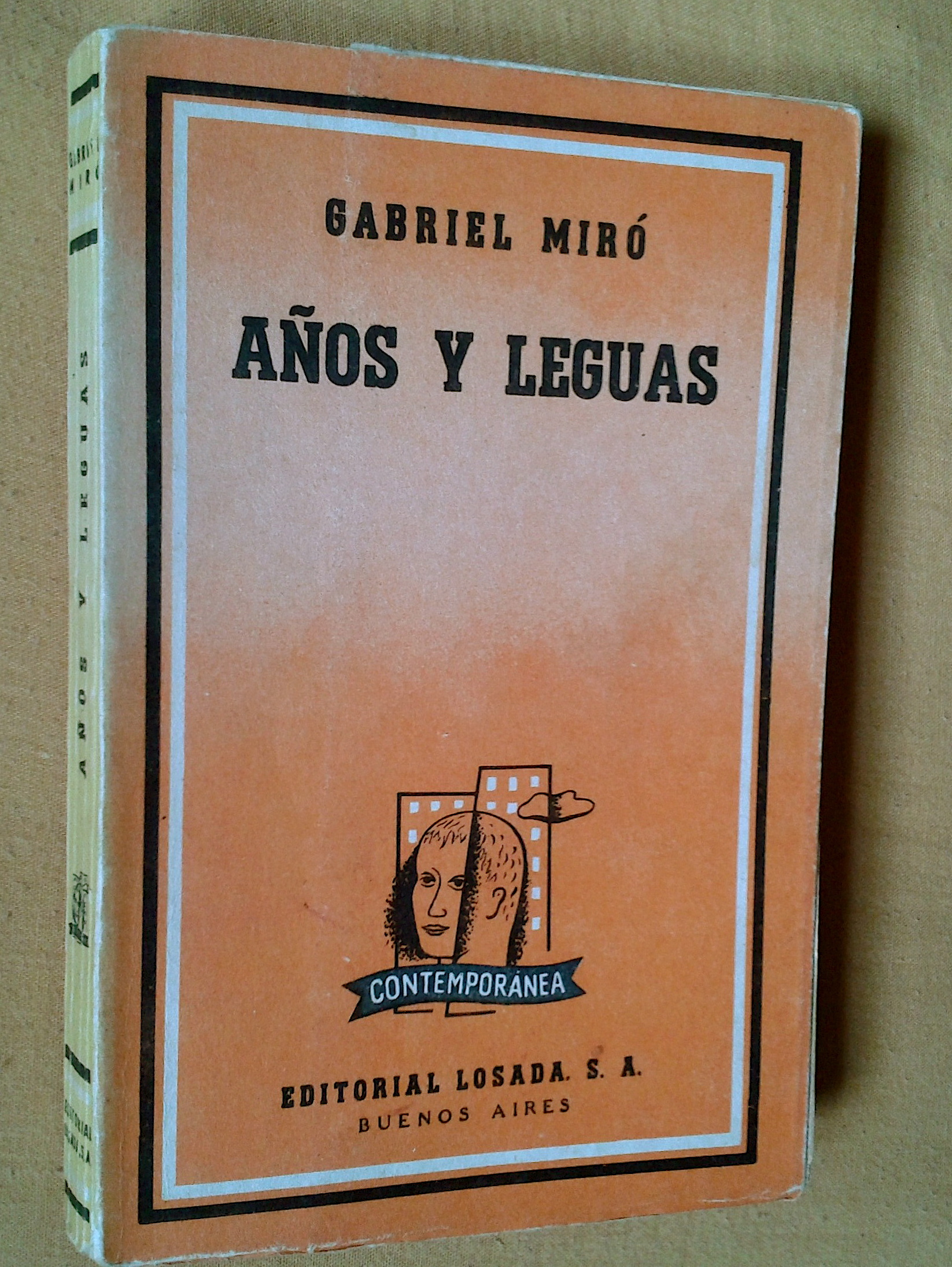
Ejemplar de la primera edición americana de Años y leguas, de Gabriel Miró (Editorial Losada, Buenos Aires, 1958).

Losada había conocido Argentina en 1928 y se instaló en Buenos Aires, al frente de la sucursal argentina de la editorial Espasa Calpe. Tras el estallido de la guerra civil española, las relaciones con España se cortaron y Losada convirtió la sucursal en una sociedad anónima, Espasa Calpe Argentina, iniciando la publicación de la Colección Austral, dirigida por Guillermo de Torre.
Cuando en 1938 la casa española de Espasa Calpe hizo públicas sus simpatías pro franquistas y exigió que los libros se editaran en España, Losada hipotecó su casa y vendió su auto, y junto con Guillermo de Torre, Attilio Rossi, Amado Alonso, Pedro Henríquez Ureña, Luis Jiménez de Asúa y Francisco Romero fundó la Editorial Losada, que constituyó un hito en la industria editorial de toda América. Losada después de la Guerra Civil en España sufrió el acoso franquista. No dispuesto a aceptar las condiciones que se le imponían desde la península, como la proscripción de autores.
Rápidamente, la «editorial de los exiliados» se convirtió en el centro de convivencia de exiliados republicanos y de intelectuales argentinos y españoles residentes en Argentina antes de la guerra, como Guillermo de Torre, Diego Abad de Santillán y Amado Alonso, que introdujeron a otros como Francisco Ayala, Lorenzo Luzuriaga o Manuel Lamana.
La Editorial Losada se convirtió en una tribuna del pensamiento republicano español, donde se editó toda la obra literaria de la Generación del 27, bastante de ella por primera vez en América. Su catálogo estuvo, durante un tiempo, prohibido en España.Autores como Carl G. Jung, Kafka, William Faulkner, Federico García Lorca, Antonio Machado, Albert Camus, Pablo Neruda, Miguel Angel Asturias, Kenzaburo Oé y Harold Pinter, entre muchos otros, conformaron el rico acervo cultural teniendo como colaboradores y editando a más de 25 ganadores del Premio Nobel de Literatura o de Física. Por caso, Albert Einstein. Son 1.300 títulos, con un promedio de 150 reediciones al año.
En 1958 publicaría uno de los libros más vendidos de ese año del reconocido David Viñas, Los dueños de la tierra
En este libro se relatan los sucesos y la matanza de la Patagonia Rebelde durante el Gobierno radical de Hipólito Yrigoyen con la intervención del ejército, la matanza y fusilamientos en la Patagonia fueron vistos como una metáfora de los asesinatos y fusilamientos de José león Suárez ordenados por la dictadura Pedro Eugenio Aramburu. A raíz de ello el libro fue censurado por la dictadura antiperonista autodenominada Revolución Libertadora, expropiada y sus bienes entregados a la cadena oficialista perteneciente al diario La Prensa de la familia Gaínza Paz que respaldaban la dictadura. Tras la caída de la dictadura meses después Losada recuperó los bienes de la editorial, sin embargo los Gaínza Paz se negaron a devolver las modernas máquinas de impresión que tenía la editorial utilizándolas en cambio para imprimir su diario. Dentro de su cartera pasaron ilustres escritores de los más variados géneros, se animó a darle espacio a los letristas prohibidos, y se caracterizó por acercar a lo popular autores que hasta ese momento eran de nicho.